# Napa Valley 1839 FC
Napa Valley 1839 FC é uma agremiação esportiva da cidade de Napa, Califórnia. Atualmente disputa a National Premier Soccer League.

## História
A equipe foi fundada no dia 21 de dezembro de 2016 por Josh Goss, Arik Housley, Jonathan Collura e Michael Hitchcock. Em 2017 a equipe faz a sua estreia na NPSL.